# 寺町穀米螺
寺町穀米螺（学名：Dentimargo teramachii）为裂螺科榖米螺屬下的一个种。